# Theodor de la Camp
Theodor de la Camp (* 12. Januar 1818 in Hamburg; † 4. Mai 1888 ebenda) war ein deutscher Kaufmann.

## Leben
Theodor de la Camp war ein Sohn des Hamburger Kaufmanns Johann Hinrich de la Camp (1786–1851) und dessen Ehefrau Johanna Elisabeth, geborene Weisse (1791–1873). Hermann Wilhelm de la Camp war sein Bruder.
Ab März 1840 war er Mitglied der Hamburger Turnerschaft von 1816, der er als „Turnwart“ vom 29. September 1849 bis zum 4. Oktober 1851 vorsaß.

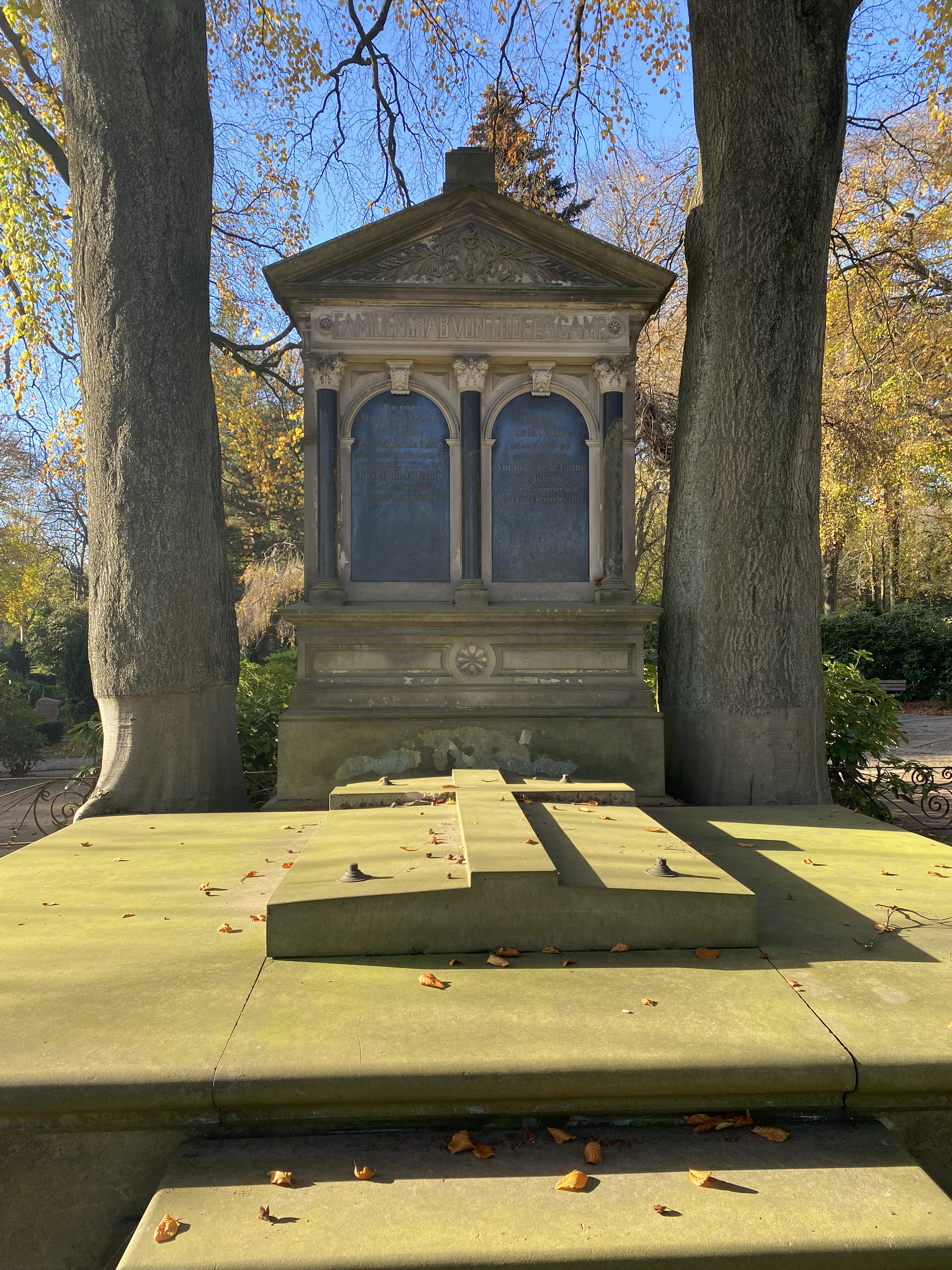
Grabstätte

Camp war in der Firma Joh. Hinr. de la Camp jun. tätig. Zudem hatte er ein Kommissionsgeschäft und war einer der fünf Hauptkollekteure der Hamburger Stadtlotterie. Von 1862 bis 1868 war Camp Mitglied der Baudeputation und 1870 bis 1875 amtierte er als Handelsrichter.
In der Hamburgischen Turnerschaft von 1816 fungierte er in den Jahren 1849 bis 1851 ehrenamtlich als Turnwart. Von 1880 bis 1888 war er Mitglied der Verwaltung des Hamburger Stadttheaters.
Camp gehörte von 1862 bis 1874 der Hamburgischen Bürgerschaft als Abgeordneter an. Von 1870 bis 1874 war er Mitglied des Bürgerausschusses.
Theodor de la Camp heiratete am 23. November 1850 Henriette Wilhelmine Eleonore Timmermann (1830–1863), sie hatten zwei Söhne und zwei Töchter. Am 10. Mai 1870 heiratete er in zweiter Ehe Henriette Dorothea Amanda Buhrow (1838–1911), der Arzt Oskar de la Camp war sein Sohn aus dieser Ehe. Seine letzte Ruhestätte erhielt er auf dem Alten Niendorfer Friedhof.